# Auguste Delacroix
Pour les articles homonymes, voir Delacroix.
Auguste Delacroix est un peintre français, né à Boulogne-sur-Mer en 1809 et mort dans la même ville en 1868.
Fils d'Auguste Martial Delacroix et de Sophie Adélaïde Foissey, Auguste Delacroix appartient à une famille bien connue dans le Boulonnais, notamment par le biais de la branche paternelle. Installé au 65 rue de l'Écu, il possède une boutique vendant des objets d'horlogeries et de bijouteries mais également des objets en ivoire, des ustensiles de pêches, de chasses et des articles de fantaisie.
Grâce à cette boutique, l'enfant est très vite confronté à un milieu d'artisan où la précision est de rigueur. Malheureusement pour ce qui est de son apprentissage, peu d'éléments sont connus.
Dès 1835, il participe au Salon de Paris avec deux vues représentant Boulogne-sur-Mer : Plage de Boulogne-sur-Mer, bateau pêcheur échoué à marée basse et Intérieur du port de Boulogne-sur-Mer par un après-midi d'automne. En 1839, il reçoit une médaille de 3e classe, puis de 2de classe en 1841 et enfin la médaille de 1re classe en 1846.
Il restera fidèle à ce Salon jusque 1865. En parallèle, il expose également aux salons de la Société des Amis des Arts de Boulogne-sur-Mer de 1837 à 1867.
En 1867, l'État achète son envoi au Salon, Bénédiction de la mer, au Portel, près de Boulogne-sur-Mer le 1er dimanche de juillet avant le départ de la pêche au hareng. L'œuvre est ensuite déposée au musée de Boulogne-sur-Mer.
Il a peint des marines sur les côtes françaises et en Afrique du Nord, ainsi que quelques tableaux de genre africains.

## Artiste voyageur
L'une des principales caractéristiques d'Auguste Delacroix est le nombre de voyages qu'il entreprend pour l'époque. Bien qu'il reste très attaché à sa ville natale, il séjourne également en Bretagne, vers 1835 ; en Normandie et dans la Somme, vers 1837-1838. En 1850, il traverse la France, passe par Loches, puis se rend en Espagne (Séville, Sierra Morena), puis le Maroc (Tanger, Tétouan) et la Tunisie (Sidi Bou Saïd).
Une décennie plus tard, c'est l'Italie qui va l'attirer. Il se rend dans les Abruzzes, à Rome et en Italie du Sud.
Plusieurs de ces créations sont ensuite envoyés au Salon.

## Œuvres dans les collections publiques

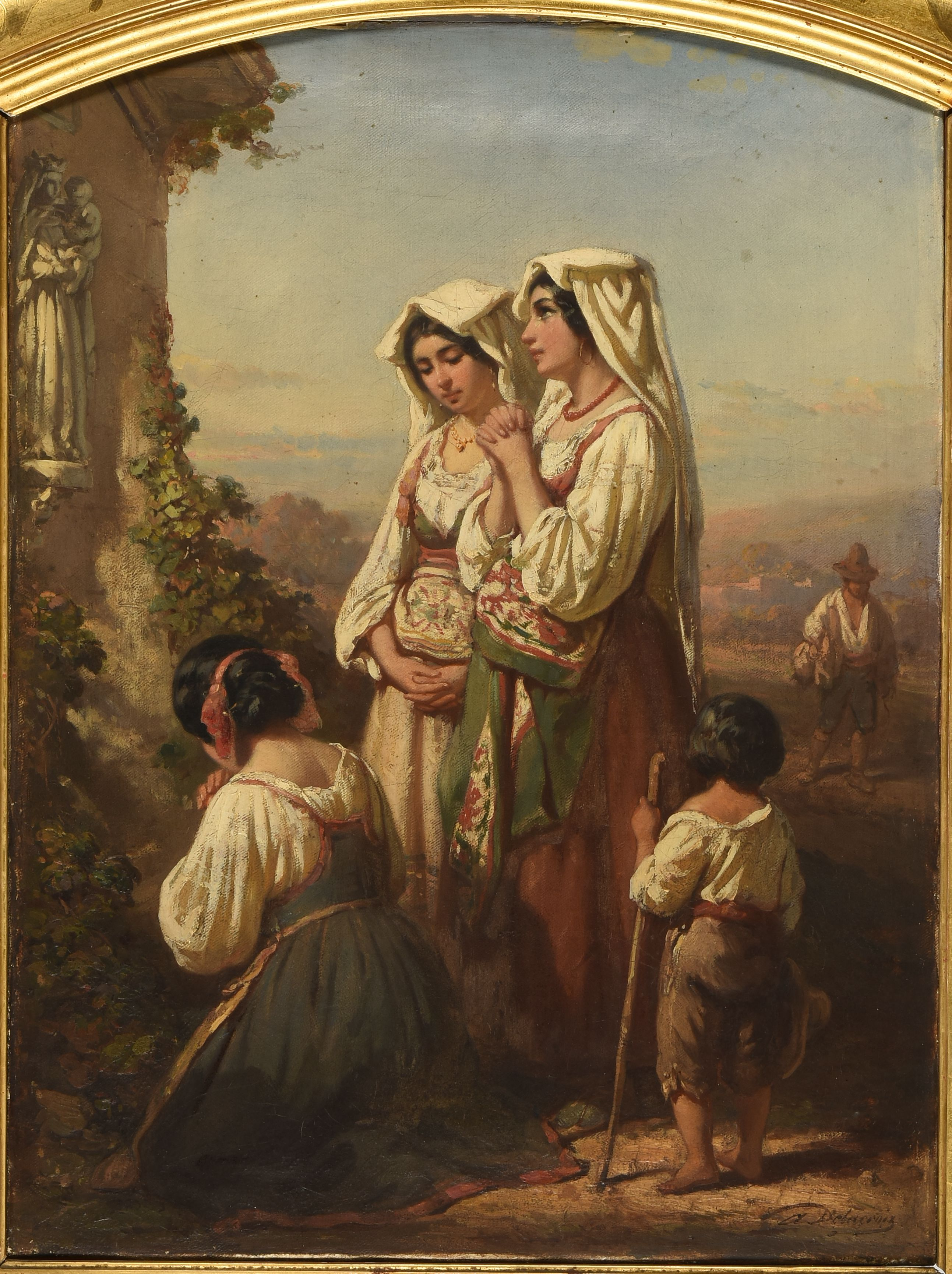
Prière à la Madone, Musée des Beaux-Arts de Reims,.

- Athènes, Pinacothèque nationale : Paysage hollandais, La Hague, 1858[4].
- Bergues, musée du Mont-de-Piété : Arabe assis fumant, aquarelle, 16,8 x 23 cm.
- Boulogne-sur-Mer, château-musée : L'Attente des pêcheurs, 1834.
- Brooklyn, Brooklyn Museum : Deux marins sur un bateau, 1843, aquarelle sur papier, 13,5 x 20,3 cm.
- Bruxelles, Musées royaux des Beaux-Arts : Intérieur rustique, le départ du père, 1848, aquarelle et gouache sur papier, 28 x 23,5 cm.
- Dieppe, Château-Musée : Promenade sur la grève, 1850, huile sur toile, 40,5 x 65,5 cm.
- Dunkerque, musée des Beaux-Arts : Femme de pêcheur sur la grève, aquarelle sur papier, 45 x 28 cm.
- La Rochelle, musée des beaux-arts : Femme de pêcheur, huile sur panneau, 32 x 24 cm ; Femme juive d'Alger, huile sur bois, 34 x 24 cm.
- Londres, Victoria & Albert Museum : L'Émir marocain, 1850, aquarelle sur papier, 42 x 27 cm ; Tanger, octobre 1850, aquarelle sur papier, 20 x 43 cm.
- Lons-le-Saunier, musée des Beaux-Arts : Pêcheurs normands, huile sur toile, 32 x 40 cm.
- Marseille, musée des civilisations de l'Europe et de la Méditerranée : Marin-pêcheur boulonnais, 1850, huile sur toile, 35 x 27 cm.
- Morez, musée de la lunette : La Femme du matelot, huile sur toile, 45 x 65 cm.
- Pontoise, musée Tavet-Delacour : Pêcheur et sa petite fille.
- Reims, musée des Beaux-Arts : Prière à la Madone, huile sur toile, 40 x 30 cm[5].
- Rennes, musée des beaux-arts : Paysan à Lannedern, aquarelle sur papier, 27 x 20 cm.
- Saint-Vaast-la-Hougue, Musée maritime de l'Ile Tatihou : disparus dans l'incendie de 2017[6] : Scène de pont animée ; Ramasseuses de coquillages surprises par la marée, Boulogne-sur-Mer ; Le Retour du pêcheur ; Pêcheur de raie et sa famille.